# Epipedocera lunata
Epipedocera lunata là một loài bọ cánh cứng trong họ Cerambycidae.